# 57-ма авіаційна база (Румунія)
57-ма авіаційна база «Капітан авіації Костянтин Кантакузін» (рум. Baza 57 Aeriană "Căpitan Aviator Constantin Cantacuzino") — складова частина ВПС Румунії.
Розташована у комуні Міхаїл-Когелнічану повіту Констанца на сході країни. Тут базується 572-га вертолітна ескадрилья ВПС Румунії та літаки F-16 5-го армійського корпусу США. Командувач — полковник Ніколае Крецу.

## Історія
14-й полк реактивних винищувачів (згодом перейменований на 172-й винищувальний авіаполк), був створений у квітні 1951 року на аеродромі Піпера й отримав ескадрилью з трьох літаків По-2 і п'яти Як-11. З 1972 року 57-й винищувальний авіаційний полк (перейменований 1959-го) повністю оснащений літаками Міг-21.
30 квітня 2004 року 57-му авіабазу як окремий підрозділ розформовано, а її майно передано до складу 86-ї авіабази.
1 липня 2018 року за наказом Міністра оборони Румунії № M.044 від 21.03.2018 57-му авіабазу відновлено у прямому підпорядкуванні Генеральному штабу Повітряних сил.

## Сучасність
5 вересня 2020 року Королівські ВПС Канади розпочали тримісячну місію НАТО з посиленого контролю за повітрям за допомогою шести винищувачів CF-18 Hornet, які були доставлені на летовище ім. Когелнічану Станом на серпень 2022 року RCAF повертається зі своїми винищувачами для продовження місій.

### Плацдарм США
Американські війська використовують аеродром з 1999 року.
Протягом перших трьох місяців вторгнення США в Ірак у 2003 році через аеропорт до Іраку було відправлено 1300 вантажів і транспортних засобів, у тому числі 6200 осіб і близько 11100 тонн обладнання.
Станом на жовтень 2009 року США витратили 48 мільйонів доларів на модернізацію бази. Планувалось, що спочатку база розмістить 1700 військовослужбовців США та Румунії. З 2009 року в США функціонує постійний передовий операційний майданчик (PFOS), який також використовує землю колишньої румунської бази 34-ї піхотної бригади.
Із закриттям Транзитного центру в Манасі (Киргизстан) військові США перенесли на цю базу центр обробки операцій для військового розгортання в Афганістані та інших місцях. Командування забезпечення 21-го театру бойових дій армії США та 780-ї експедиційної авіатранспортної ескадрильї ВПС відповідають там за операції США.
Згідно з даними Євроконтролю, цей аеродром був місцем чотирьох посадок і двох зупинок літаків, ідентифікованих як такі, що, ймовірно, належать до парку ретрансляційних літаків ЦРУ, включаючи принаймні один літак N379P (пізніше зареєстрований і частіше цитований як N44982).
Європейські (але не американські) ЗМІ широко розповсюдили повідомлення про факс, перехоплений швейцарською розвідкою, датований 10 листопада 2005 року, який «був надісланий міністром закордонних справ Єгипту Ахмедом Абул Гейтом у Каїр до його посла у Лондоні. Було виявлено, що США затримали щонайменше 23 іракських та афганських полонених на військовій базі під назвою Михаїл Когелнічану в Румунії, і додано, що подібні таємні в'язниці також можна знайти в Польщі, Україні, Косово, Македонії та Болгарії».

### Російсько-українська війна
База набула додаткової ваги внаслідок росі́йської збройної агресії проти України у плані захисту повітряного простору і зміцнення позицій НАТО у регіоні, а після завершення робіт з модернізації вона стане однією з найбільших баз НАТО в Східній Європі. На початку 2023 року стало відомо, що збільшення бойової спроможності 57-ї авіабази дозволило експлуатацію до десяти літаків і тимчасове розміщення ще п'яти.
15 серпня 2018 року чотири винищувачі Eurofighter Typhoon Королівських ВПС Британії були спрямовані на перехоплення шести бомбардувальників Су-24 ВПС Росії над Чорним морем у рамках місії НАТО з посиленого контролю за повітрям (eAP).
У липні 2024-го винищувачі з бази Міхаїл Когелнічану підіймали в повітря під час російської атаки дронами на Ізмаїл.